# Босе (Воклиз)
Босе (фр. Beaucet) насеље је и општина у Француској у региону Прованса-Алпи-Азурна обала, у департману Воклиз која припада префектури Карпантрас.
По подацима из 2011. године у општини је живело 350 становника, а густина насељености је износила 38,72 становника/km². Општина се простире на површини од 9,04 km². Налази се на средњој надморској висини од 245 метара (максималној 665 m, а минималној 169 m).

## Демографија
| 1962. | 1968. | 1975. | 1982. | 1990. | 1999. | 2011. |
| ----- | ----- | ----- | ----- | ----- | ----- | ----- |
| 82    | 84    | 103   | 187   | 280   | 352   | 350   |

График промене броја становника у току последњих година